# Historias para no dormir
Historias para no dormir va ser una sèrie de televisió espanyola, dirigida per Narciso Ibáñez Serrador i emesa a partir de 1966 per Televisió espanyola.

## Història
La sèrie va néixer de la ment d'una de les figures més emblemàtiques de la televisió en Espanya de l'època, Narciso Ibáñez Serrador, que a més va suposar la seva consagració en el mitjà, anys abans d'idear el concurs per antonomàsia: Un, dos, tres... responda otra vez. En ella s'abordava el gènere cinematogràfic del terror, en aquells dies gairebé desconegut al cinema o la televisió del país. La narrativa de terror portada a la pantalla, si bé comptava amb una tradició molt assentada als països anglosaxons o Centreeuropa, a penes havia estat tractada en aquest país. El mateix Ibáñez Serrador havia fet incursions prèvies en sèries com Estudio 3 i Mañana puede ser verdad, però mai amb la profusió amb la qual s'abordava en el nou projecte.
La primera etapa va començar amb l'emissió del capítol titulat El cumpleaños eemès el 4 de febrer de 1966 i que va ser l'únic rodat amb càmeres de cinema en 16 mm i no amb càmeres de televisió, per la qual cosa va ser pioner a usar aquesta tècnica per a una sèrie de TVE. Era una adaptació d'un relat de Fredric Brown i va tenir una menor durada que els següents episodis. Per a la resta de la sèrie es van barrejar guions propis com La alarma o La bodega amb adaptacions de relats de Ray Bradbury i Edgar Allan Poe com La espera, El cohete o El tonel. Un altre episodi destacable va ser l'adaptació d'un relat de Carlos Buiza titulat El asfalto que va guanyar la Nimfa d'Or al millor guió en el Festival de Montecarlo.
La segona etapa va començar a emetre's en la temporada 1967-1968 i va constar només de 8 episodis: La pesadilla, La zarpa, El vidente, El regreso, El cuervo, La promesa, La casa i El trasplante.
Com a continuació en els anys 70 Ibáñez Serrador va idear una nova sèrie titulada Historias para pensar que se centraria en relats més profunds i intel·lectuals. El títol li va semblar massa pedant i va decidir anomenar-la "Historias para la noche". Es va gravar el 1970 un pilot que no va arribar a emetre's titulat El guión basat en una història de Dalmiro Sáenz i interpretat per Narcís Ibáñez Menta. Al no poder concretar-se la nova sèrie, Ibáñez Serrador decideix rodar un altre episodi que s'emetria el 1972, titulat El lobo.
El 1974 torna amb un altre especial, amb un dels guions previstos titulat El televisor un telefilm en color amb l'esperit d' El asfalto o El trasplante interpretat de nou per Ibáñez Menta i que el realitzador considera el seu programa favorit de tots els que ha fet.
El 1982, després de no aconseguir el pressupost necessari per a rodar la sèrie policíaca Cartas al director Ibáñez Serrador decideix recuperar de nou Historias para no dormir per a una tercera i última etapa en color composta només per 4 capítols: Freddy, El caso del señor Valdemar, El fin empezó ayer i El trapero. Per a abaratir costos es va decidir gravar els 4 capítols en vídeo pel que es va ressentir la qualitat d'aquests.
L'any 2000 es va anunciar una nova etapa de Historias para no dormir, i com a avançament es reemitió El televisor, amb nova introducció com sempre còmica de Chicho. Aquella emissió va ser l'única cosa que es va saber d'aquell lliurament, ja que van passar els mesos i el projecte no va cristal·litzar en la pantalla.
Anys després, el 8 de juny de 2001, en una entrevista en el programa Versión española amb ocasió de l'emissió de ¿Quién puede matar a un niño? (1976), Chicho va comentar que allò va fallar perquè no va poder comptar amb directors que volguessin embarcar-se en la producció per a televisió dels nous episodis, ja que la seva idea no era tornar a dirigir ell tots els capítols com en el passat, i que per això va decidir cancel·lar el projecte.
El 2003 es va editar un pack en DVD amb 6 discos de "Historias para no dormir" amb la col·laboració d'Ibáñez Serrador. Posteriorment, el 2008 es va llançar un nou paquet amb 2 discos més, encara que la sèrie va seguir sense estar editada per complet en DVD. Per a això, va caldre esperar fins a 2015.
El 2005 es van rodar les Películas para no dormir, un intent de rellançar la idea, a través d'una sèrie de TVMovies produïdes per Telecinco comptant amb directors de prestigi com Mateo Gil, Jaume Balagueró, Paco Plaza, Enrique Urbizu o Álex de la Iglesia i coordinada pel mateix Ibáñez Serrador que dirigiria un dels capítols, titulat La culpa.

## Argument
La sèrie es va compondre d'episodis independents en els quals s'escenificaven relats de terror d'autors consagrats com Ray Bradbury o Edgar Allan Poe així com guions originals, entre d'altres, del mateix Ibáñez Serrador.

## Equip artístic
Al costat d'Ibáñez Serrador que, a més de dirigir i escriure els guions (sota el pseudònim de Luis Peñafiel), presentava cada episodi a l'estil de Alfred Hitchcock o Rod Serling, la sèrie va comptar amb un notable planter d'actors, encapçalats pel mateix pare del creador, Narciso Ibáñez Menta, a més de, entre d'altres, Estanis González i José María Caffarel.
El decorador habitual va ser Fernando Sáenz, inspirant-se tant per El Asfalto com per El Trasplante en dibuixos d'Antonio Mingote. La música fou composta per Waldo de los Ríos.

## Premis
- Nimfa d'Or al millor guió en el Festival de Televisió de Montecarlo de 1967 per El asfalto.
- Premi de la crítica al millor programa estranger del Festival de Buenos Aires.
- Premi Ondas 1969 per a Ibáñez Serrador com a Millor autor.

## Episodis
Vegeu: Episodis d'Històries per a no dormir

## La sèrie en DVD
El 19 de maig de 2008 la distribuïdora videogràfica Vellavisión va editar la majoria dels capítols en DVD, quedant així distribuïts en el pack (no per ordre d'emissió):

Disc 1:
- El Muñeco
- El Asfalto
- La Alarma 1
- La Alarma 2

Disc 2
- NN23
- La Oferta
- El Pacto
- La Cabaña

Disc 3:
- El Tonel
- La Pesadilla
- La Zarpa
- El Vidente

Disc 4:
- El Cuervo
- El Trasplante
- La Casa

Disc 5:
- El Fin Empezó Ayer
- El Trapero

Disc 6:
- La Promesa
- El Televisor

Disc 7:
- La Broma
- La Bodega 1
- La Bodega 2

Disc 8:
- La Sonrisa
- El Aniversario
- Freddy

El 18 de novembre de 2015 la distribuïdora videogràfica 39 Escalones Films va reeditar la sèrie completa en DVD, quedant així distribuïts en el pack (per ordre d'emissió a excepció dels 7 primers episodis dels discos 3 i 4, es desconeixen els motius):
Disc 1:
- El Cumpleaños
- La Mano
- La Bodega (1)
- La Bodega (2)
- El Tonel
- La Oferta

Disc 2:
- El Doble
- El Pacto
- El Muñeco (1 i 2)
- El Cohete

Disc 3:
- La Broma
- La Cabaña
- El Aniversario
- La Espera
- La Alarma (1)

Disc 4:
- La Alarma (2)
- La Sonrisa
- El Asfalto
- La Pesadilla
- La Zarpa

Disc 5:
- El Vidente
- El Regreso
- El Cuervo
- La Promesa

Disc 6:
- La Casa
- El Trasplante
- Freddy

Disc 7:
- El Caso del Señor Valdemar
- El Fin Empezó Ayer
- El Trapero

Disc 8: Otras Historias
- NN23
- El Último Reloj
- El Televisor

## Películas para no dormir
La sèrie es va oferir primer en DVD de lloguer i després va sortir a la venda el 13 de desembre de 2007, però Telecinco només va emetre els capítols d'Álex de la Iglesia i Jaume Balagueró aquest mateix any. No ha estat fins a 2009 que la sèrie ha pogut emetre's per complet en el canal Factoria de Ficción (cadena propietat de Telecinco en TDT).
| Pel·lícula             | Director                | Repartiment | Estrena en TV          |
| ---------------------- | ----------------------- | --- | ---------------------- |
| La habitación del niño | Álex de la Iglesia      | Javier Gutiérrez, Leonor Watling, Sancho Gracia, María Asquerino, Terele Pávez, Eulalia Ramón, Cesáreo Estébanez, Gracia Olayo, Asunción Balaguer, Antonio Dechent, Antonio de la Torre | 12 de gener de 2007    |
| Para entrar a vivir    | Jaume Balagueró         | Macarena Gómez, Nuria González, Adrià Collado, Ruth Díaz | 19 de gener de 2007    |
| La culpa               | Narciso Ibáñez Serrador | Nieve de Medina, Montse Mostaza, Elena de Frutos, Alejandra Lorenzo, Mariana Cordero | 27 de setembre de 2009 |
| Regreso a Moira        | Mateo Gil               | Juan José Ballesta, Natalia Millán, Jordi Dauder, Miguel Rellán, José Ángel Egido, David Arnaiz, Victoria Mora                                                                          | 27 de setembre de 2009 |
| Adivina quién soy      | Enrique Urbizu          | Goya Toledo, Nerea Inchausti, José María Pou, Aitor Mazo, Eduard Farelo | 25 d'octubre de 2009   |
| Cuento de Navidad      | Paco Plaza              | Maru Valdivieso, Christian Casas, Roger Babià, Daniel Casadellà, Pau Poch, Ivana Baquero, Elsa Pataky, Loquillo                                                                         | 25 d'octubre de 2009   |